# Grey Lady of Glamis
De Grey Lady of Glamis ('de grijze dame van Glamis') is een vermeende spookverschijning uit de Schotse mythologie die zou rondwaren in Glamis Castle. Ze zou de geest zijn van (de ooit echt bestaande) Lady Janet Douglas (1502-1537), die stierf op de brandstapel nadat ze beschuldigd werd van hekserij.

## Achtergrond
Douglas was getrouwd met John Lyon, de zesde heer van Glamis, een klein dorpje in Angus. Samen met hem woonde ze in Glamis Castle. Douglas' broer Archibald trouwde met Margaret Tudor, de moeder van de latere koning James V. Archibald liet James in de gevangenis opsluiten, maar deze kwam vrij nadat zijn moeder van de man scheidde.
Archibald vluchtte naar Engeland, maar James V wilde wraak. Nadat Douglas' echtgenoot Lyon stierf, beschuldigde hij haar ervan deze vergiftigd te hebben. Door een gebrek aan bewijs werd ze vrijgesproken. In 1537 werd ze niettemin opnieuw beschuldigd van vergiftiging, nu van James V zelf, door middel van hekserij. Door marteling van Douglas' familie en bedienden werd ze door valse getuigenissen ditmaal schuldig bevonden en op de brandstapel verbrand. James V leefde nog tot 1542.
Sinds haar overlijden doet plaatselijk het verhaal de rondte dat zij nog steeds rondspookt in Glamis Castle. Verschillende personen zouden verschijningen van Douglas hebben gezien, terwijl ze rondwaart in de klokkentoren of bidt in de kapel. De vermeende verschijning kreeg in de volksmond de bijnaam Grey Lady of Glamis .

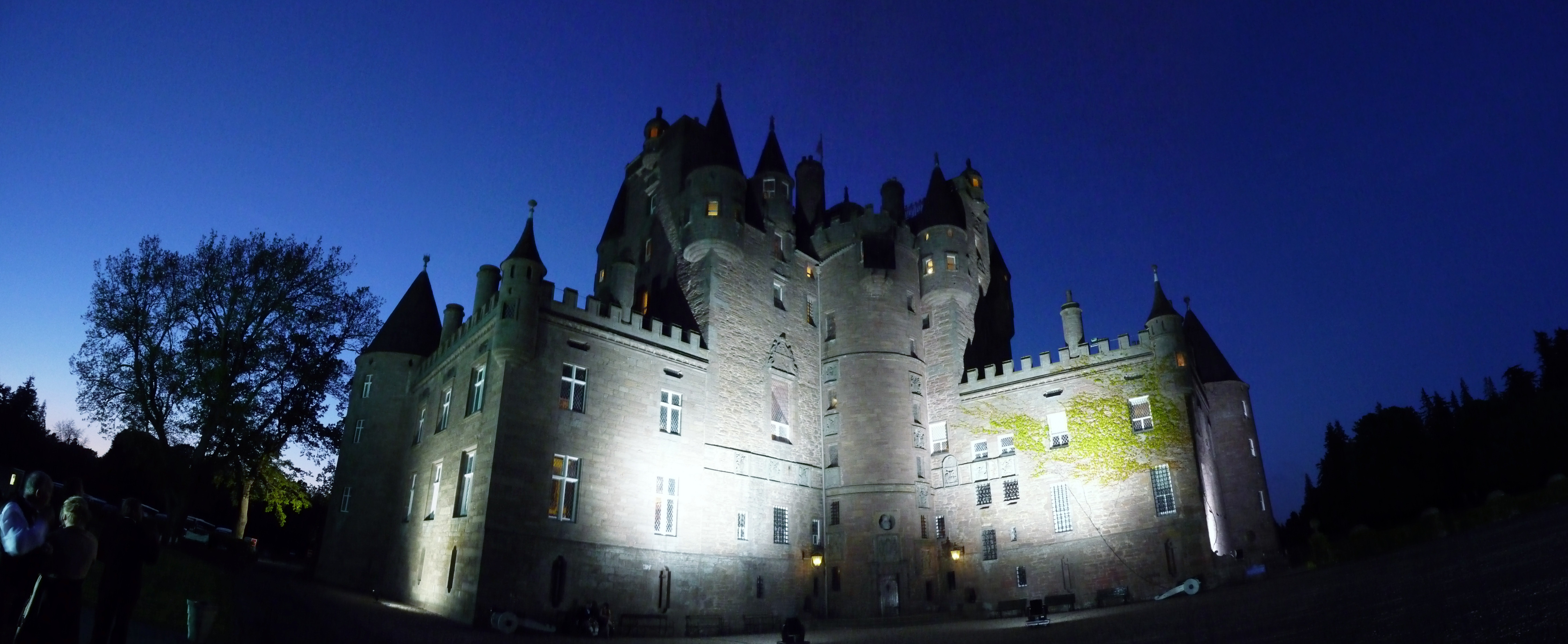
Glamis Castle